# Холмський район (Новгородська область)
Холмський район (рос. Холмский район) — муніципальне утворення у складі Новгородської області Росії. Адміністративний центр знаходиться в місті Холм.

## Географія
Район є найпівденнішим в Новгородській області. На півночі район межує з Поддорським, на сході — з Маревським муніципальними районами Новгородської області, на півдні — з Торопецьким і Андреапольским Тверської області, на південному заході — з Локнянський та Бєжаницьким районами Псковської області.
Площа району — 2178,69 км.
Основні річки — Ловать, Кунья

### Охорона природи
На території Холмського району на межі з Поддорським районом 25 травня 1994 року було створено державний природний заповідник федерального значення — «Рдейський». Заповідник розташований на Приільменській низовині в зоні мішаних лісів серед найбільших в Європі Полістово-Ловатських болотних ландшафтів.
На межі Поддорського і Холмського районів створено державний природний заказник «Рдейський» комплексного (гідрологічного, біологічного) профілю, загальною площею 7,07 тис. га. Під охороною перебувають екосистеми верхового болота і озера Рдейського.
У 2000-х роках на території колишнього мисливського заказника, з метою збереження і відтворення чисельності окремих видів диких тварин та середовища їх проживання, на площі 11,5 тис. га було створено Холмський державний біологічний природний заказник під контролем Комітету мисливського і рибного господарства Новгородської області. 2008 року Новгородською обласною думою з нього було знято охоронний статус.
На території Холмського району створено 1 пам'ятку природи загальною площею 1,1 тис. га комплексного (ландшафтного, біологічного, гідрологічного) профілю .
| № | Назва                                         | Тип                                                  | Площа (га) | Розташування                  | Створення               | Дата               | Характеристика | Фото |
| - | --------------------------------------------- | ---------------------------------------------------- | ---------- | ----------------------------- | ----------------------- | ------------------ | --- | ---- |
| 1 | Долина річки Батутинки та її низовинні болота | комплексний, ландшафтний, гідрологічний, біологічний | 1141,8     | Морховське сільське поселення | Постанова Уряду НО № 54 | 4 лютого 2019 року | Біоценози низовинних боліт з угрупованнями меч-трави болотної (Cladium mariscus) і куги табернемонтани (Scirpus tabernaemontani). Ялиново-широколистяні (дуб, липа, в'яз, клен) та ялиново-чорновільхові ліси уздовж долини річки Батутинки, мезофітні різнотравні заплавні луки. Місця зростання і перебування рідкісних і зникаючих видів тварин, рослин і грибів. |      |

## Муніципально-територіальний устрій
У складі муніципального району 1 міське і 3 сільських поселення, які об'єднують 136 населених пунктів, що перебувають на обліку (разом із залишеними).
| Муніципальне утворення           | Адмінцентр       | Кількість населених пунктів | Населення (осіб, 2017 рік) | Площа (км²) | Карта                           |
| -------------------------------- | ---------------- | --------------------------- | -------------------------- | ----------- | ------------------------------- |
| Холмське міське поселення        | місто Холм       | 1                           | 3359▼                      | 8,59        | Холм Красний Бор Морхово Тогодь |
| Красноборське сільське поселення | село Красний Бор | 32                          | 800▼                       | 915,33      | Холм Красний Бор Морхово Тогодь |
| Морховське сільське поселення    | село Морхово     | 54                          | 548▼                       | 642,61      | Холм Красний Бор Морхово Тогодь |
| Тогодське сільське поселення     | село Тогодь      | 49                          | 591▼                       | 610,26      | Холм Красний Бор Морхово Тогодь |

Законом Новгородської області № 727-ОЗ від 30 березня 2010 року, який набрав чинності 12 квітня 2010 року, були об'єднані Красноборське і Наволоцьке сільські поселення в єдине Красноборське сільське поселення з адміністративним центром у селі Красний Бор; Находське і Тогодське сільські поселення в єдине Тогодоське сільське поселення з адміністративним центром у селі Тогодь.

## Економіка

### Гірництво
На території району ведеться відкрита розробка корисних копалин шляхоремонтним підприємством ТОВ «ЛесДорСтрой». Розробка ведеться відкритим способом на таких родовищах і в кар'єрах:
- Пісок будівельний: Загор'є (поблизу села Загор'є)[23].

### Промисловість
Головні системоутворюючі підприємства Холмського району:
- ТОВ «Холмская лесоторговая компания» — лісозаготівля, виготовлення пиломатеріалів.